# Ala Gertner
Ala Gertner, även Ella Gertner, född 12 mars 1912 i Będzin, död 6 januari 1945 i Auschwitz-Birkenau, var en polsk motståndskvinna.

## Biografi
Ala Gertner föddes i en förmögen familj i Polen och gick på gymnasiet i Będzin.
Den 28 oktober 1940 deporterades Gertner från Sosnowiec till arbetslägret i Geppersdorf (dagens Rzędziwojowice) för tvångsarbete vid motorvägen A4 inom ramen för Organisation Schmelt. Hon arbetade i huvudsak med köks- och tvätterisysslor. Hon talade god tyska och tjänstgjorde även i lägeradministrationen, där hon träffade medfången Bernhard Holtz , med vilken hon gifte sig i Sosnowiecs getto efter att ha blivit frigiven 1941.
I augusti 1944 deporterades Gertner tillsammans med de kvarvarande judarna från gettona i Sosnowiec och Będzin till Auschwitz-Birkenau. I detta läger arbetade Gertner med att sortera mördade judars kläder, pengar, värdesaker och andra tillhörigheter. Gertner lärde känna Rózia Robota, som tillhörde en hemlig motståndsgrupp i Auschwitz. Senare arbetade Gertner i en ammunitionsfabrik, vaifrån hon tillsammans med andra fångar smugglade sprängmedel till Sonderkommandot, som förberedde ett flyktförsök.
Den 7 oktober 1944 sprängde Sonderkommandot Krematorium IV, men upprorsförsöket kvästes snabbt av SS-vakter. Lägeradministrationen företog en noggrann undersökning och kunde binda Gertner och Robota till revolten; även Estusia Wajcblum och Regina Safirsztajn kunde knytas till de sammansvurna. De fyra förhördes och torterades i flera veckor. I början av januari 1945 hängdes Gertner, Robota, Wajcblum och Safirsztajn offentligt i lägret.

### Webbkällor
- ”Ala Gertner (1912–1945)”. Heroines of the Resistance. 18 augusti 2015. http://resistanceheroines.blogspot.com/2015/09/ala-gertner-1912-1945.html. Läst 24 mars 2019.
- ”Prisoner Revolt at Auschwitz-Birkenau”. United States Holocaust Memorial Museum. https://www.ushmm.org/learn/timeline-of-events/1942-1945/auschwitz-revolt. Läst 24 mars 2019.